# Camilla Collett
Jacobine Camilla Collett (nacida Wergeland) (Kristiansand, 23 de enero de 1813-Cristianía, 6 de marzo de 1895) fue una escritora noruega, reconocida frecuentemente como la primera feminista en su país. Fue hermana menor del poeta Henrik Wergeland, y se le atribuye el ser la primera escritora del realismo en la literatura noruega.

## Biografía
Nacida el 23 de enero de 1813 en Kristiansand, era hija de Nicolai Wergeland, un reputado teólogo, político y compositor de su tiempo, y de Alette  Thaulow. A la edad de cuatro años, su familia se mudó a Eidsvoll, donde su padre había sido nombrado cura párroco. Camilla creció en una familia de literatos, y se inició en la escritura de diarios, en parte porque encontró la vida en Eidsvoll bastante anodina. La mayor parte de su adolescencia la pasó en un colegio para señoritas en Christiansfeld (Dinamarca).
Durante una visita a Cristianía (actualmente Oslo), conoció y se enamoró del poeta Johan Sebastian Welhaven, quien fue también la contrapartida literaria de su hermano Henrik. La relación entre los tres fue complicada, y se convirtió en una de las leyendas del romanticismo noruego. Collett se alineaba filosóficamente con Welhaven en el debate, y las relaciones con su hermano fueron complicadas durante algún tiempo. Existen indicios de que Camilla estuvo resentida con su padre y su hermano por la oposición de estos a su relación con Welhaven.
Sin embargo, esta relación terminó finalmente, y en 1841 se casó con Peter Jonas Collett, un prominente político y crítico literario, y miembro del Intelligenspartiet (Partido de la Inteligencia). Collett fue un esposo que la apoyó y entendió, y con el cual Camilla podía discutir sobre cualquier tema. Tras su matrimonio, comenzó a escribir para publicar.
Su trabajo más famoso fue su única novela, Amtmandens Døttre (La hija del gobernador), que fue publicada anónimamente en dos partes separadas, en 1854 y 1855. El libro está considerado como la primera novela política de Noruega, y trata de las dificultades de ser mujer en una sociedad patriarcal y, particularmente, sobre los matrimonios forzados. Camilla también escribió cierto número de ensayos y polémicas, así como sus memorias.
Sus modelos literarios incluyeron mujeres escritoras como Rahel Varnhagen o George Sand y escritores como Edward Bulwer Lytton y Theodor Mundt. Su estilo representa un desmarque sobre el de sus contemporáneos, ya que prefirió un tono más casual y natural en la escritura.
Tras diez años de matrimonio, Collett murió repentinamente. Esto dejó a camilla en una situación delicada, con sus cuatro jóvenes hijos. Se vio forzada a vender su casa, y nunca pudo adquirir otra. Tuvo que enviar a sus tres hijos mayores a criarse con familiares y los problemas económicos la persiguieron el resto de sus días. En 1895 murió en Kristiania.